# Erna Alberty
Erna Alberty, auch geführt als Erna Alberti, bürgerlich Erna Lydia Karoline Adelheid Darsow (* 24. Januar 1886 in Schlawe, Deutsches Reich; † 3. September 1952 in Berlin), war eine deutsche Schauspielerin und Sängerin auf der Bühne und im Stummfilm.

## Leben
Über Erna Albertys Herkunft und künstlerische Ausbildung ist kaum etwas bekannt. Sie stammte aus Hinterpommern, begann ihre Karriere mit 19 Jahren an Berlins Thalia-Theater (Spielzeit 1905/06) und trat dort an der Seite altgedienter Kollegen wie Guido Thielscher, Emil Sondermann und Lisa Weise auf. Ab der kommenden Saison wirkte sie an Spielstätten in der deutschen Provinz wie Iserlohn (Spielzeit 1906/07) und Schweidnitz (Spielzeiten 1908–10). 1910 traf sie erneut in Berlin ein, um ein Engagement am Walhalla-Theater anzutreten. Hier blieb sie unter der Direktion und Oberregie von James Klein bis 1913 tätig. Am Vorabend des Ersten Weltkriegs (Spielzeit 1913/14) folgte Erna Alberty einer Verpflichtung an das von Carl Meinhard und Rudolf Bernauer geleitete Komödienhaus, dem sie bis 1916 verbunden blieb. Hier sah man sie anfangs an der Seite nachmals bekannter Filmdarsteller wie Otto Gebühr, Arthur Bergen, Carl Beckersachs, Eugen Burg, Josefine Dora, Lotte Erol, Erna Nitter, Ida Perry und Frieda Richard. 
Kurz darauf gab Erna Alberty selbst ihren Einstand vor der Kamera und war während des Weltkriegs unter anderem auch Filmpartnerin von Ernst Lubitsch in dem Lustspiel Der schwarze Moritz. Auf der Leinwand sah man sie, oftmals unter der Regie von William Karfiol, immer wieder mal als Stubenmädchen oder Zofe, wie beispielsweise in dem Karfiol-Lustspiel Pension Trudchen, wo sie die pfiffige Namensgeberin verkörperte. Dennoch blieb Alberty primär dem Theater verpflichtet, ihre zumeist im Komikerfach beheimateten Filmauftritte waren eher selten. 
1916 verließ sie Berlin und folgte einem Ruf an das Albert-Schumann-Theater in Frankfurt am Main. Im Jahr darauf wirkte sie an Berlins Wintergarten. 1921 holte sie Direktor James Klein endgültig nach Berlin zurück und gab der mittlerweile freischaffenden Künstlerin ein Engagement an die von ihm geleitete Komische Oper.
Wenig später ist über viele Jahre hinweg kein Festengagement Albertys an eine städtische Bühne mehr feststellbar, auch wenn sie in den Registern der Bühnenjahrbücher weiterhin namentlich genannt wurde. Erst im Zweiten Weltkrieg findet ihr Name wieder Erwähnung: So spielte sie 1941/42 an der Heiteren Musikbühne (Gastspieldirektion Grothe) und war in der letzten Spielzeit des Dritten Reichs, 1943/44, Ensemblemitglied der Gastspieldirektion XVII unter der Leitung von Adolf Wagner. Hier traf sie auf bekannte Kollegen aus frühen Berliner Stummfilm-Tagen wie Lucie Höflich, Paul Richter und Hans Mierendorff. 
Bald nach Kriegsende 1945 blieb Erna Alberty kurzzeitig weiterhin dem Tourneetheater treu und schloss sich der von Alfred Maack geleiteten Gastspielbühne Berliner Residenz-Theater an. Zuletzt war sie ab der Spielzeit 1948/49 bis 1950 für zwei Spielzeiten am Metropoltheater in Berlin verpflichtet. Weitere Theateraktivitäten sind nicht mehr nachzuweisen. 
Die seit 1919 verheiratete Erna Alberty starb 66-jährig im Westen Berlins.

## Filmografie
- 1914: Die Diva in Nöten
- 1914: Eine tolle Nacht
- 1914: Er steigt nach
- 1915: Der schwarze Moritz
- 1915: Das Nacktbadeverbot
- 1916: So’n Rackerchen
- 1917: Ballzauber
- 1917: Pension Trudchen
- 1919: Sie können bei mir schlafen
- 1919: Hoppla, Vater sieht’s ja nicht
- 1920: Die Liebeskur